# 27052 Katebush
27052 Katebush este o planetă minoră (asteroid), cu un diametru de 4,01 km, din centura de asteroizi. A fost descoperită pe 21 septembrie 1998 la Caussols de OCA-DLR Asteroid Survey⁠(d). 
Obiectul prezintă o orbită caracterizată de o semiaxă mare de 2,2414635 UAi, o excentricitate de 0,1, o înclinație de 4,86221 ° în raport cu ecliptica.